# Anthaxia machadoi
Anthaxia machadoi es una especie de escarabajo del género Anthaxia, familia Buprestidae. Fue descrita científicamente por Descarpentries en 1960.